# Herb gminy Cisek
Herb gminy Cisek – jeden z symboli gminy Cisek, ustanowiony 16 lutego 1996.

## Wygląd i symbolika
Herb przedstawia na tarczy koloru błękitnego złote stworzenie rybopodobne nad srebrnymi falistymi liniami i zielonym dnem, a nad nim gałązka cisu i orzeł górnośląski. Całość wieńczy czerwony owal ze srebrnym krzyżem (symbol joannitów) i liczbą 1241 (data lokacji wsi), otoczony zielonymi gałązkami cisowymi. Herb wielki gminy może zawierać dwa trzymacze w formie rycerzy (joannitów) z wstęgą z napisem „GMINA CISEK”. 